# Araneus blaisei
Araneus blaisei là một loài nhện trong họ Araneidae.
Loài này thuộc chi Araneus. Araneus blaisei được Eugène Simon miêu tả năm 1909.